# Шато Порсјен
Шато Порсјен (фр. Château-Porcien) насеље је и општина у североисточној Француској у региону Шампањ-Арден, у департману Ардени која припада префектури Ретел.
По подацима из 2011. године у општини је живело 1409 становника, а густина насељености је износила 81,4 становника/km². Општина се простире на површини од 17,31 km². Налази се на средњој надморској висини од 71 метар.

## Демографија
| 1962. | 1968. | 1975. | 1982. | 1990. | 1999. | 2011. |
| ----- | ----- | ----- | ----- | ----- | ----- | ----- |
| 925   | 1.006 | 1.156 | 1.281 | 1.302 | 1.285 | 1.409 |

График промене броја становника у току последњих година